# Norman Schenz
Norman Schenz (Bécs, 1977 –) osztrák újságíró és moderátor. Az Antenne Wien rádióállomás programigazgatója volt, az Österreich újság alapító tagja és 2011 óta a Kronen Zeitung egyik legfontosabb újságírója.
Schenz 1998-ban kezdett dolgozni az Antenne Wien rádiónál. 2003 és 2006 között programigazgatóként vezette a vállalatot, és számos programot és rendezvényt moderált. 2006-tól az Österreich napilapnál dolgozott riporterként. Különösen a 2011-es operabálról készített beszámolója keltett feltűnést, amikor Genovából Bécsbe repült Richard Lugner és operabáli vendége, Ruby Rubacuori mellett.
2011 végén átment a Kronen Zeitunghoz, ahol osztályvezetőként dolgozott. Felelős a nemzetközi és az európai társadalomért és VIP-jeiért, különösen Ausztriában, valamint a Hamburg és Trieszt közötti közép-európai régió hírességeiért és legfelsőbb nemességéért. Alanyai közül sokan a kultúra, a sport és a társadalom területéhez tartoznak. Különösen fontosak a Kronen Zeitung-beli cikkei, amely Ausztriában messze a legtöbb példányszámmal rendelkezik (2020: 650 894 példány naponta). Schenzet tartják a legjobban informált bennfentesnek az osztrák társadalomban.
Apja, Marco Schenz (?–2003) osztrák sztárújságíró volt, aki több könyvet is kiadott (például Rudolf Kirchschlägerről és Romy Schneiderről). Marco Schenz többek között a német Gala magazin főszerkesztője volt, és segített a NEWS osztrák hetilap felállításában.

## Fordítás
- Ez a szócikk részben vagy egészben  a   Norman Schenz című német Wikipédia-szócikk ezen változatának fordításán alapul.  Az eredeti cikk szerkesztőit annak laptörténete sorolja fel. Ez a jelzés csupán a megfogalmazás eredetét és a szerzői jogokat jelzi, nem szolgál a cikkben szereplő információk forrásmegjelöléseként.